# يوم جميل
يوم جميل (بالإنجليزية: Beautiful Day)‏ هي أغنية لفرقة الروك الأيرلندية U2 . إنها الأغنية الأولى في ألبومهم العاشر All That You Can't Leave Behind (2000)، وتم إصدارها كأغنية رئيسية للألبوم في 9 أكتوبر 2000. حققت الأغنية نجاحًا تجاريًا، مما ساعد في إطلاق الألبوم إلى حالة البلاتين المتعدد ، وهي واحدة من أكبر أغاني U2 حتى الآن.
مثل العديد من الأغاني من All That You Can't Leave Behind ، تعود أغنية "Beautiful Day" إلى صوت المجموعة الماضي. كانت نغمة جيتار إيدج موضوع نقاش بين أعضاء الفرقة، حيث اختلفوا حول ما إذا كان يجب عليه استخدام صوت مشابه لصوتهم من بداية حياتهم المهنية في الثمانينيات. وأوضح بونو ، المغني الرئيسي للفرقة، أن الأغنية المبهجة تتحدث عن فقدان كل شيء ولكن مع الاستمرار في إيجاد الفرحة فيما لدينا.
حصلت الأغنية على مراجعات إيجابية، وأصبحت الأغنية رقم 14 التي تصل إلى المركز الأول للفرقة على مخطط الأغاني الفردية الأيرلندي الأصلي، والرابعة التي تصل إلى المركز الأول على مخطط الأغاني الفردية في المملكة المتحدة ، وأول أغنية تصل إلى المركز الأول في هولندا. كما تصدرت المخططات في أستراليا وكندا وفنلندا وإيطاليا والنرويج والبرتغال واسكتلندا وإسبانيا ووصلت إلى المراكز العشرة الأولى في النمسا وبلجيكا وألمانيا ونيوزيلندا والسويد وسويسرا. وصلت الأغنية إلى المركز 21 على قائمة Billboard Hot 100 في الولايات المتحدة، وهو أعلى مركز تصل إليه الفرقة منذ " Discothèque " في عام 1997.
في عام 2001، فازت الأغنية بثلاث جوائز جرامي لأغنية العام وتسجيل العام، وأفضل أداء روك من قبل ثنائي أو مجموعة مع غناء في حفل توزيع جوائز جرامي السنوي الثالث والأربعين . لعبت الفرقة أغنية "Beautiful Day" في كل حفلاتها الموسيقية منذ ظهور الأغنية لأول مرة في جولة Elevation في عام 2001.